# Útok v moskevském divadle na Dubrovce
Útok na moskevské divadlo na Dubrovce představuje velkou teroristickou akci, která se odehrávala od 23. do 26. října 2002 v Moskvě. Asi 40 čečenských islámských teroristů během představení muzikálu obsadilo budovu moskevského divadelního centra na Dubrovce a vzalo více než 850 lidí jako rukojmí. Požadovali stažení ruských vojsk z Čečenska a ukončení druhé čečenské války. Závažná krize vyvrcholila osvobozovací operací ruských speciálních sil, při níž bylo do nitra budovy napuštěno velké množství blíže neznámého uspávacího plynu – s velkou pravděpodobností některého derivátu analgetika fentanyl. Celkově si události v moskevském divadle vyžádaly smrt kolem 170 lidí, z toho nejméně 130 rukojmích, přičemž většina z nich zemřela na následky otravy (předávkování) zmiňovaným plynem.

## Průběh krize rukojmí
Útok teroristů začal 23. října krátce po 21:00 místního času, když před budovou Divadelního centra v moskevské městské části Dubrovka přistavili autobus, ve kterém se nacházelo asi 40 maskovaných ozbrojenců. Teroristé střílející do vzduchu vnikli do divadla, ve kterém právě probíhalo druhé dějství vyprodaného představení muzikálu Nord-Ost. V panice během prvních minut útoku se několika desítkám lidí podařilo z budovy utéci přes okna a únikové východy, ozbrojenci však přesto zadrželi více než 850 rukojmích, shromáždili je v hlavním sále a po budově rozložili výbušniny.
Velitelem ozbrojenců byl dvaadvacetiletý Movsar Barajev, synovec známého čečenského povstaleckého velitele Arbiho Barajeva (zabitého v červnu 2001). Velkou část teroristů tvořily ženy, především tzv. černé vdovy, manželky zabitých čečenských povstalců. Mezi nimi byla i vdova po A. Barajevo, Zura Barajevová. Teroristé předložili své požadavky, které zahrnovaly ukončení druhé čečenské války, odchod ruských vojsk z Čečenska a uznání jeho nezávislosti. Ruské vládě dali týdenní ultimátum, po kterém hrozili popravováním rukojmích.
24. října po půlnoci propustili teroristé bez podmínek pár desítek lidí, šlo hlavně o malé děti, těhotné ženy a neruské občany. Brzy ráno teroristé zabili mladou ženu, která z nejasných příčin pronikla přes policejní kordón a vnikla do budovy. Večer téhož dne se dvěma rukojmím podařilo z budovy odejít, teroristé na ně stříleli z granátometu a jednoho zranili. Začala přímá vyjednávání s teroristy, kterých se na jejich žádost zúčastnily známé veřejné a politické osobnosti jako např. Boris Němcov, Grigorij Javlinskij nebo Anna Politkovská. Do budovy byli také krátkodobě vpuštěni novináři a lékaři.
25. října bylo v průběhu dne propuštěno několik lidí, hlavně dětí. Večer vnikl do budovy muž, který se domníval, že mezi rukojmími je jeho syn, teroristé ho zastřelili. Kolem půlnoci došlo k incidentu, při kterém se jeden rukojmí pravděpodobně pokusil ze sálu odejít, teroristé na něj spustili střelbu, při které zasáhli dva další rukojmí, jeden z nich zemřel. Prchajícího muže chytili a popravili.

## Osvobozovací operace
26. října nad ránem spustily ruské speciální síly Specnaz operaci na záchranu rukojmích. Asi v 5:00 ráno před hlavním vchodem do divadla zhaslo osvětlení. Do vnitřních prostor budovy začal být v té době přes ventilaci vpouštěn plyn, který měl uspat nebo alespoň utlumit reakce teroristů. Složení použité chemické látky ruské úřady nikdy nezveřejnily, ale předpokládá se, že šlo o deriváty fentanylu, pravděpodobně carfentanil a ramifentanil, které jsou extrémně potentní (uvádí se, že až 10 000× silnější než morfin). Pozdější analýzy britských služeb u tří britských občanů, již byli přítomni útoku, prokázaly carfentanil a ramifentanil v moči a na oblečení (Wax, Becker, a Curry 2003). Asi v 5:30 elitní protiteroristické jednotky FSB Alfa a Vympel vnikly do budovy. Během obsazování divadla došlo k několika přestřelkám, z budovy se ozvaly i výbuchy, teroristé stihli zastřelit dvě rukojmí (podle některých zdrojů je zastřelili ještě před útokem speciálních jednotek), několik dalších zranili. Po více než hodině však speciální jednotky definitivně obsadily celou budovu a zneškodnily všechny teroristy, včetně Movsara Barajevo. Následně se začala rozsáhlá evakuace rukojmích, před budovou byly přistaveny desítky sanitek, které začaly rukojmí ošetřovat a evakuovat do nemocnic.

## Oběti a důsledky
Přestože většinu rukojmích se podařilo zachránit a speciální jednotky byly zprvu chváleny za úspěšnou akci, použití neznámého plynu mělo fatální následky. Počáteční zprávy hovořily o pár desítkách mrtvých, ale celkový počet civilních obětí začal narůstat a podle oficiálních údajů se nakonec vyšplhal až na 130, přičemž většina lidí zemřela na následky otravy zmiňovaným plynem. Ten sice nebyl smrtelně jedovatý, ovšem při dlouhodobější inhalaci byl velmi nebezpečný hlavně pro starší lidi, děti a jedince trpící zdravotními problémy. Situaci výrazně zkomplikovalo utajování jeho chemického složení, které nebylo poskytnuto ani lékařům v nemocnicích a mnoho lidí tak zemřelo kvůli nesprávné léčbě otravy. K smrti několika lidí údajně přispěla i chaotická evakuace, když mnohým nebyla poskytnuta adekvátní rychlá lékařská pomoc a lidé byli hromadně převáženi v přeplněných vozidlech záchranné služby, přičemž se někteří v tlačenici udusili. Téměř všichni, kteří útok přežili, museli být hospitalizováni; ještě dva dny po útoku bylo v nemocnicích přes 640 bývalých rukojmích, z toho asi 150 ve vážnějším stavu.

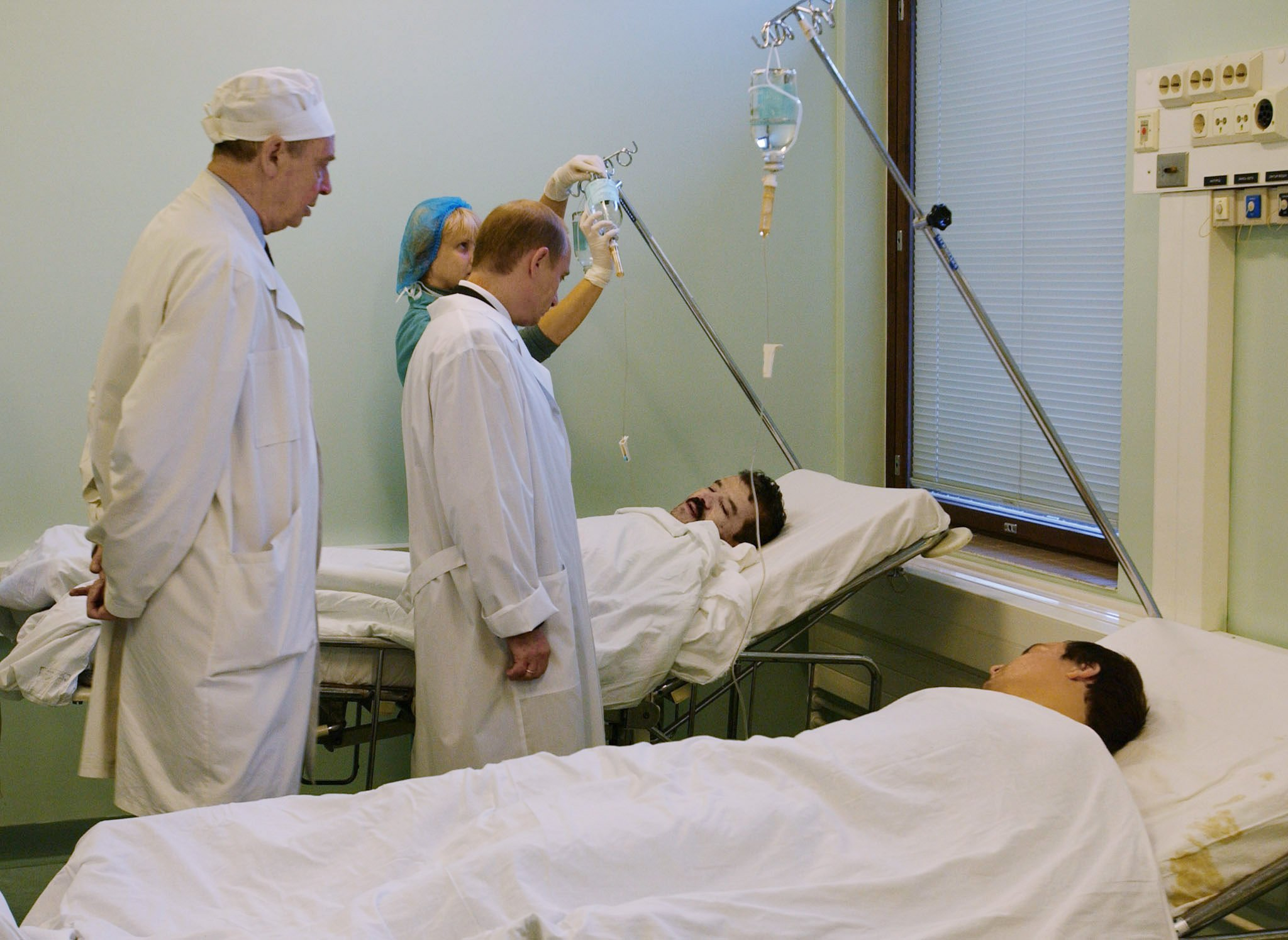
Prezident Putin v Sklifasovského ústavu akutní medicíny na návštěvě osvobozených rukojmí

Mezi mrtvými bylo i 10 dětí (ve věku od 11 do 16 let), 17 herců z muzikálu, známý spisovatel Alexander Karpov a také několik cizinců (z Ukrajiny, USA, Arménie, Rakouska, Kazachstánu, Nizozemska a Běloruska). Podle některých zdrojů byl celkový počet civilních ztrát úřady záměrně značně podhodnocen, např. organizace sdružující příbuzné obětí a těch, co tragédii přežili v r. 2005 uvedla, že zahynulo až 174 civilistů. Nejasnosti panují i kolem skutečného počtu teroristů, kteří se útoku zúčastnili. Oficiálně jich bylo 40 a všichni byli odstraněni, podle zachráněných rukojmích jich však mohlo být i více než 50. Je možné, že v panice po útoku bezpečnostních sil několik teroristů uniklo, úřady to však odmítají.
Kvůli velkému množství pravděpodobně zbytečných civilních obětí při zásahu čelily ruské úřady silné veřejné kritice a mnohým žalobám. Obzvlášť jim bylo vyčítáno použití nebezpečné chemické látky, utajování jejího složení a nedostatečné zabezpečení evakuace. Podle několika nezávislých odborníků však byl zásah speciálních jednotek za daných podmínek dobře připravenou akcí. Tvrdí, že bez použití speciálního plynu, který výrazně utlumil reakce teroristů, by bylo mrtvých civilistů mnohem více. Hrozilo také odpálení výbušnin, jejichž množství mohlo podle některých dokonce zapříčinit kolaps celé budovy.
V pozadí útoku stáli přední představitelé čečenského povstaleckého odboje, především známý polní velitel Šamil Basajev, který se k tomu otevřeně přihlásil a pravděpodobně i čečenský separatistický prezident Aslan Maschadov, který do té doby teroristické útoky proti civilistům odmítal a oficiálně odsoudil i obsazení divadla. Jednoznačně však svou odpovědnost za něj nepopřel a to, že o útoku dopředu věděl a podpořil ho v interview pro novináře 25. října potvrdil i velitel teroristů Movsar Barajevo a později také ruské tajné služby.

## Tvrzení Anny Politkovské
Anna Politkovská 28. dubna 2003 v ruském týdeníku Novaja Gazeta (vlastnil jej Alexandr Lebeděv) tvrdila, že jeden údajně mrtvý člen čečenského komanda z Dubrovky „přežil“, a nyní pracuje pod jinou identitou v Putinově tiskovém oddělení (šlo o bývalého představitele čečenské vlády v Jordánsku, viz záhadný „jordánský“ přítel Basajeva velitel Chatáb, jenž byl na podzim 2002 údajně otráven). Politkovská tvrdila, že mezi teroristy byli agenti ruských tajných služeb. Podle ní šlo o „řízený teroristický útok“, o jehož přípravě věděly tajné služby i vedení země. Ovšem jiné zdroje tuto teorii odmítají a podle Svobodné Evropy se Politkovská mohla sama stát obětí dezinformace.